# Viktor II. Friedrich (Anhalt-Bernburg)

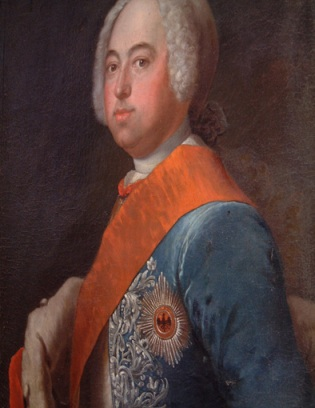
Fürst Viktor II. Friedrich von Anhalt-Bernburg (1700–1765)

Viktor Friedrich von Anhalt-Bernburg (* 20. September 1700 in Bernburg; † 18. Mai 1765 ebenda) aus dem Hause der Askanier, war regierender Fürst des Landes Anhalt-Bernburg.

## Leben
Viktor Friedrich war der Sohn des Fürsten Karl Friedrich (1668–1721) aus dessen Ehe mit Sophie Albertine (1672–1708), Tochter des Grafen Georg Friedrich zu Solms-Sonnenwalde. Der Prinz unternahm 1717/18 seine Grand Tour nach Frankreich und folgte seinem Vater als Fürst 1721. Die Huldigung fand 1723 statt. Als Rittmeister und Capitain der preußischen Armee erhielt er 1722 den Orden vom Schwarzen Adler.
Besonderes Interesse zeigte Viktor Friedrich für den Bergbau und das Hüttenwesen, so besuchte er oft die Gruben im Harz. Ab 1724 war er in alleinigem Besitz der Harzbergwerke – nach ihm wurde die Victor-Friedrich-Silberhütte benannt – und der Silberabbau erlangte Bedeutung. Der Fürst erwarb zahlreiche Güter zur Vergrößerung des Domanialbesitzes. Er initiierte eine auf den inneren Landesausbau gerichtete kameralistische Wirtschaftspolitik. Unter ihm wurde die Entwicklung des Fürstentums zum frühmodernen absolutistischen Territorialstaat abgeschlossen. Zunehmende finanzielle, steuerliche sowie wirtschaftliche Lasten der Bevölkerung, Einschränkung der kommunalen Selbstverwaltung und dazu die Belastungen durch das fürstliche Jagdwesen im Land führten ab 1751 zu Unruhen. Sie steigerten sich 1752/53 zu einer ernsten politischen Revolte, die erst durch Einsatz des Militärs und Teilzugeständnisse überwunden werden konnte.
Ab 1755 war Viktor Friedrich Senior des Hauses Anhalt.
In seiner Residenz Bernburg errichtete Viktor Friedrich 1745 das Regierungsgebäude und 1752 die Kirche auf dem Berge. Er förderte die Infrastruktur und bemühte sich erfolglos mit der Anpflanzung von Maulbeerbäumen um Seidenzucht. Durch finanziellen Druck nach Ausbruch des Siebenjährigen Krieges geriet das Land in erhebliche Schulden.

## Ehen und Nachkommen
Viktor Friedrich vermählte sich am 25. November 1724 im Schloss Dessau mit Luise (1709–1732), Tochter des Fürsten Leopold I. von Anhalt-Dessau. Die junge Fürstin starb einen Monat nach der Geburt ihres einzigen Kindes. Am 22. Mai 1733 heiratete Victor Friedrich in Potsdam in zweiter Ehe Albertine (1712–1750), Tochter des Markgrafen Albrecht Friedrich von Brandenburg-Schwedt. Nur zwei Monate nach dem Tod seiner zweiten Gemahlin schloss er am 13. November 1750 eine dritte (morganatische Ehe) mit Constanze Schmidt. 1752 schenkte diese einer Tochter das Leben und wurde daraufhin vom Fürsten mit dem Titel von Baer in den Adelsstand erhoben.
Nachkommen aus der ersten Ehe 1724 mit Prinzessin Luise von Anhalt-Dessau (1709–1732):
- Sophie Luise (1732–1786)

⚭ 1753 Graf Friedrich zu Solms-Baruth (1725–1787)
Nachkommen aus der zweiten Ehe 1733 mit Prinzessin Albertine von Brandenburg-Schwedt (1712–1750):
- Friedrich Albrecht (1735–1796), Fürst von Anhalt-Bernburg

⚭ 1763 Prinzessin Luise von Schleswig-Holstein-Sonderburg-Plön (1748–1769)
- Charlotte Wilhelmine (1737–1777)

⚭ 1760 Fürst Christian Günther III. von Schwarzburg-Sondershausen (1736–1794)
- Marie Karoline (*/† 1739)
- Friederike Auguste Sophie (1744–1827)

⚭ 1764 Fürst Friedrich August von Anhalt-Zerbst (1734–1793)
- Christine Elisabeth Albertine (1746–1823)

⚭ 1762 Fürst August II. von Schwarzburg-Sondershausen (1738–1806)
Nachkommen aus der dritten Ehe 1750 mit Constanze Schmidt, seit 1752 von Baer:
- Luise Friederike Wilhelmine von Baer (* 20. Mai 1752; † 6. Juli 1830)[1]

⚭ 12. November 1765 Graf Otto Heinrich Ludwig zu Solms-Sonnenwalde auf Schköna (* 18. Februar 1740; † 3. März 1814)